# Хоккайдо Консадолє Саппоро
Хоккайдо Консадолє Саппоро (яп. 北海道コンサドーレ札幌, Хоккайдо Консадолє Саппоро) — японський футбольний клуб з міста Хоккайдо, який виступає в Джей-лізі.

## Відомі футболісти
- Джей Ботройд
- Крістіан Насаріт